# جوزف ال. بریستو
جوزف لیتل بریستو (به انگلیسی: Joseph Little Bristow) سناتور سابق عضو حزب جمهوری‌خواه ایالات متحده آمریکا بود. وی در سال ۱۹۰۹ تا ۱۹۱۵ میلادی سناتور ایالت کانزاس در سنای ایالات متحده آمریکا بود.